# Wolf-Rayetster

Wolf-Rayetsterren (WR) in het Hertzsprung-Russelldiagram met evolutiesporen voor sterren van verschillende massa

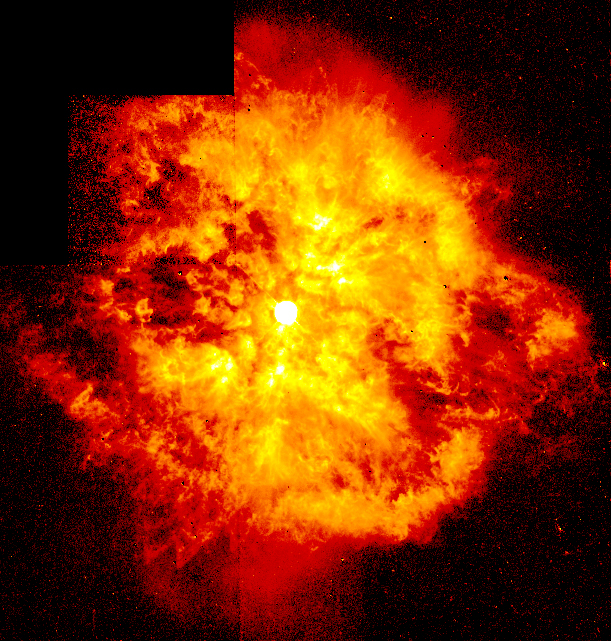
Foto van de W-ster WR124, gemaakt door de Hubble ruimtetelescoop. De wolk eromheen is de nevel M1-67.

Wolf-Rayetsterren, doorgaans afgekort tot WR-ster, zijn zware sterren met een massa van meer dan 20 zonmassa's, die hun massa snel verliezen door een krachtige sterrenwind. Die sterrenwind kan een snelheid van wel 2000 km/s bedragen. Dit soort sterren verliezen jaarlijks een hoeveelheid massa die gelijkstaat aan 10−5 zonnemassa's. Ter vergelijking: onze zon verliest jaarlijks een 10−14 deel van haar massa. WR-sterren zijn heet: hun temperatuur kan 25.000 tot 50.000 K bedragen. Door deze enorme temperaturen en het gigantische massaverlies verkrijgen deze sterren een blauwe kleur.
Deze heldere zware sterren zijn vrij zeldzaam, er zijn er slechts enkele honderden waargenomen.

## Het spectrum

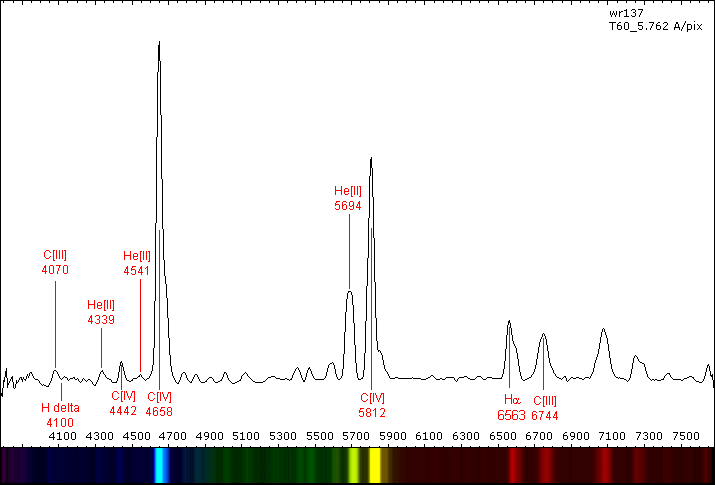
Voorbeeld van het spectrum van een Wolf-Rayetster (WR137)

Erg bijzonder aan WR-sterren is hun spectrum. De buitenste lagen van de meeste sterren bestaan uit waterstof en helium, met niet veel meer dan sporen van andere elementen. In WR-sterren daarentegen ontbreekt de waterstof vrijwel geheel en zijn er grote hoeveelheden stikstof en/of koolstof en zuurstof. Men gaat ervan uit dat dit komt doordat WR-sterren in een eerder stadium (wellicht als Lichtsterke blauwe variabele) hun buitenste lagen al volledig verloren hebben. Wat wij aan de buitenkant zien, was ooit de kern van de ster.
Er zijn twee soorten Wolf-Rayetsterren volgens de emissielijnen in hun spectrum:
- Spectraalklasse WN heeft emissielijnen van helium en stikstof.
- Spectraalklasse WC heeft emissielijnen van zuurstof en koolstof. Daarnaast zijn er enkele WO sterren waarvan de spectra sterke zuurstoflijnen laten zien.

## De explosie
WR-sterren zijn aan het einde van hun toch al korte leven, en zullen exploderen in een supernova of hypernova. Bij deze explosie is het mogelijk dat er een gamma-ray burst (GRB) vrijkomt. De WR-ster heeft ook een zeer grote kans om in te storten tot een zwart gat.

## Geschiedenis
WR-sterren zijn vernoemd naar de Franse astronomen Charles Wolf en Georges Rayet, die deze sterren in 1867 ontdekten.

## Lijst met diverse WR-sterren
- R136a1
- WR 102
- WR 104
- Regor
- Pistoolster